# اناموراس
اناموراس (به اسپانیایی: Anamorós) یک منطقهٔ مسکونی در السالوادور است که در La Unión Department واقع شده‌است.

## خصوصیات
اناموراس ۱۰۸ کیلومترمربع مساحت و ۱۶٬۵۹۴ نفر جمعیت دارد و ۱۶۶ متر بالاتر از سطح دریا واقع شده‌است.